# Ornela Livramento
Pour les articles homonymes, voir Livramento.
Ornela Patricia Livramento, née le 15 avril 1990 à Sal, est une joueuse cap-verdienne de basket-ball évoluant au poste d'ailier fort.

## Carrière
Elle participe avec l'équipe du Cap-Vert aux  championnats d'Afrique 2013 et 2019, terminant les deux fois à la neuvième place et au Championnat d'Afrique féminin de basket-ball 2021, terminant à la dixième place.